# 新景镇
新景镇，是中华人民共和国贵州省铜仁市沿河土家族自治县下辖的一个乡镇级行政单位。
2015年1月23日，贵州省人民政府批复同意沿河县乡镇行政区划调整，新设置的新景镇辖原新景乡。

## 中国传统村落
2013年8月，白果村被评为第二批中国传统村落。

## 行政区划
新景镇下辖以下地区：
新仲村、姚溪村、白果村、龙山村、中原村、瑞石村、锦溪村、桂花村、长依村、毛家村、石界村和青山村。